# Delmas (Haití)
Delmas (en criollo haitiano Dèlma) es una comuna de Haití que está situada en el distrito de Puerto Príncipe, del departamento de Oeste.

## Historia
Pasó a ser comuna el 15 de diciembre de 1982.

## Secciones
Está formado por la sección de:
- Saint-Martin (que abarca la villa de Delmas)

## Demografía
| Gráfica de evolución demográfica de Delmas entre 2009 y 2015 |
|                                                              |

Los datos demográficos contemplados en este gráfico de la comuna de Delmas son estimaciones que se han cogido de 2009 a 2015 de la página del Instituto Haitiano de Estadística e Informática (IHSI). 